# معركة الرنجة (الرنكة)
معركة الرنجة هي معركة حدثت بين فرنسا وأنكلترا في إطار حرب المئة عام بالقرب من مدينة بوس الفرنسية بالقرب من أورليان 

## لمحة
كان سبب المعركة محاولة من قبل جيش الإغاثة الفرنسي لاعتراض فرقة إمداد إنجليزية للقوات المحاصرة أورليان . وكان الفرنسيون بقيادة تشارلز الأول دي بوربون.
قافلة الإمداد الإنجليزية بقيادة السير جون فاستولف ومجهزة في باريس ، حيث انطلق منها قبل فترة وجيزة. وفقًا لمؤرخ العصور الفرنسية ريجين بيرنود (1909-1998) ، كانت القافلة تتألف من 300 عربة وعربة تجرها الخيول محملة ببراغي ونشاب مدافع وكرات مدفعية وبراميل من أسماك الرنكة. التي تم إرسالها مع اقتراب الصوم الكبير ، حيث كان ممنوعاً أكل اللحوم، باستثتاء الأسماك. أ

## انظر ايضاً
- حصار أورليان

## روابط خارجية
- John A. Wagner - موسوعة المائة عام كانت على كتب Google (engl. )
- johannavonarc.blogspot.com - معركة الرنجة
- xenophongroup.com - معركة الأوتاد )